# Miltochrista ocellata
Miltochrista ocellata är en fjärilsart som beskrevs av George Francis Hampson 1907. Miltochrista ocellata ingår i släktet Miltochrista och familjen björnspinnare. Inga underarter finns listade i Catalogue of Life.